# ゲオルク・フォン・ヘッセン＝ダルムシュタット (1669-1705)
ゲオルク・フォン・ヘッセン＝ダルムシュタット（Georg von Hessen-Darmstadt, 1669年 - 1705年9月13日）は、オーストリアの軍人。ヘッセン＝ダルムシュタット方伯ルートヴィヒ6世と2度目の妻でザクセン＝ゴータ公エルンスト1世の娘エリーザベト・ドロテーアの息子で方伯ルートヴィヒ7世は異母兄、方伯エルンスト・ルートヴィヒは同母兄。

## 生涯
1678年に父が亡くなると母に育てられ、1686年にグランドツアーでフランス・スイスを旅して回った。方伯位を継げる見込みはないためオーストリア軍に入隊、大トルコ戦争でプリンツ・オイゲンの下に配属されモハーチの戦いでオスマン帝国軍と戦った。一時アイルランドへ行きイングランド王兼オランダ総督ウィリアム3世の軍に移りウィリアマイト戦争に参戦、帰国後はプロテスタントからカトリックに改宗、1692年にオーストリア軍に戻り少将に任じられた。
大同盟戦争では1695年からスペイン・カタルーニャの守備を任され、1697年にフランスの将軍ヴァンドーム公ルイ・ジョゼフにバルセロナを包囲され、2か月耐え抜いた末に降伏した（バルセロナ包囲戦）。戦後金羊毛騎士団に選ばれ、1698年から1701年までカタルーニャ総督を務めたが、1700年にスペイン王カルロス2世が亡くなりフェリペ5世が即位すると更迭、オーストリアに戻った。スペイン継承戦争が始まると神聖ローマ皇帝レオポルト1世から次男のカール大公（のちのカール6世）の補佐を任され、同盟国イングランドとポルトガルの交渉を担当した。
1704年、ジブラルタル遠征に向かう連合艦隊司令官ジョージ・ルークの艦隊に乗り込み、海軍との共同作戦でジブラルタルをスペインから奪った（ジブラルタルの占領）。占拠後はジブラルタル総督に就任、陸軍でジブラルタルの要塞守備に就いて奪回を目論むフランス・スペイン連合軍と相対して1705年まで包囲されたジブラルタルを守り抜いた。同年、イングランドの将軍ピーターバラ伯チャールズ・モードントと合流してジブラルタルから離れバルセロナを包囲、緒戦で南のムンジュイック砦を占拠すべく急襲したが、敵の反撃に遭い戦死した。配下の軍勢は四散したが、ピーターバラが続けて攻撃を行いムンジュイックは陥落、バルセロナも降伏した（第1次バルセロナ包囲戦）。遺体はバルセロナへ埋葬、1711年に心臓がダルムシュタットへ送られた。